# Prix Alfred-Döblin
Le prix Alfred-Döblin est un  prix littéraire allemand fondé en 1979, à l'initiative de Günter Grass. Il récompense une prose inédite et un style littéraire novateur. Le Colloque littéraire de Berlin et l’Académie des arts de Berlin décernent le prix tous les deux ans. 
Le lauréat du concours reçoit 15 000 €.

## Lauréats
- 1979 : Gerold Späth
- 1980 : Klaus Hoffer
- 1981 : Gert Hofmann
- 1983 : Gerhard Roth
- 1985 : Stefan Schütz
- 1987 : Libuše Moníková
- 1989 : Einar Schleef, Edgar Hilsenrath
- 1991 : Peter Kurzeck, prix de promotion à Norbert Bleisch
- 1993 : Reinhard Jirgl, prix de promotion à Andreas Neumeister
- 1995 : Katja Lange-Müller, prix de promotion à Ingo Schulze
- 1997 : Ingomar von Kieseritzky, Michael Wildenhain
- 1999 : Norbert Gstrein
- 2001 : Josef Winkler, prix de promotion à Heike Geißler
- 2003 : Kathrin Groß-Striffler
- 2005 : Jan Faktor
- 2007 : Michael Kumpfmüller
- 2009 : Eugen Ruge
- 2011 : Jan Peter Bremer
- 2013 : Saša Stanišić
- 2015 : Natascha Wodin
- 2017 : María Cecilia Barbetta
- 2019 : Ulrich Woelk
- 2021 : Deniz Utlu[1]
- 2023 : Jan Kuhlbrodt[2]